# Conraua
Conraua is een geslacht van kikkers uit de familie Conrauidae. Er zijn acht soorten die voorkomen in tropisch Afrika: in Eritrea en Ethiopië. De groep werd voor het eerst wetenschappelijk beschreven door Nieden in 1908. Later werd de wetenschappelijke naam Pseudoxenopus  gebruikt.

## Soorten
Geslacht Conraua
- Conraua alleni (Barbour & Loveridge, 1927)
- Conraua beccarii (Boulenger, 1911)
- Conraua crassipes (Buchholz & Peters, 1875)
- Conraua derooi Hulselmans, 1972
- Conraua goliath (Boulenger, 1906)
- Conraua kamancamarai Neira-Salamea, Doumbia, Hillers, Sandberger-Loua, Kouamé, Brede, Schäfer, Blackburn, Barej & Rödel, 2022
- Conraua robusta Nieden, 1908
- Conraua sagyimase Neira-Salamea, Ofori-Boateng, Kouamé, Blackburn, Segniagbeto, Hillers, Barej, Leaché é Rödel, 2021